# Вулиця Георгія Тарасенка
Вулиця Георгія Тарасенка — пролягає в Слобідському та Основ'янському районах Харкова.
Довжина вулиці близько 4 кілометрів. Починається на розі Аерокосмічного проспекту та Малом'ясницької вулиці. Вулиця Георгія Тарасенка перетинає вулиці Миколи Міхновського, Молочну, Польову та Морозова. На перетині з вулицею Георгія Тарасенка завершуються (починаються) провулки Микитинський, Аптекарський, Петинський, Власівський, вулиці Дмитра Коцюбайла, Храмова, Братів Гипиків, Лебединська, провулки Решетниківський, Дегтярьова, Тарасівський, вулиці Ханченківська, Мефодіївська, Соїча, Кошкіна та проїзд Афанасія Фірсова. Завершується на розі з проспектом Героїв Харкова.

## Історія

Торговельний центр в районі заводу ім. Малишева

При виникненні забудови в районі вулиці Георгія Тарасенка вона називалася Таганрозькою, бо вела на південь у бік Таганрогу. На початку XIX століття на розі з теперішньою вулицею Молочною були збудовані цегляні заводи. У 1850-ті роки серед невеличких будинків вирізнявся будинок колезького радника Петіна. Тому вулицю назвали Петінською.
На початку вулиця доходила до перетину з нинішньою вулицею Миколи Міхновського. Надалі йшли городи та вигони. Згодом вулиця була подовжена до перетину з Молочною вулицею. Але забудова була лише з непарної сторони — з парної сторони було рілля. На місці теперішнього Слобідського вокзалу були вогони та приватні володіння. Наприкінці 1870-х років вулиця була ще подовжена на схід.
У 1895 році в бік російського Балашова від Харкова була збудована залізниця. Тоді ж для обслуговування залізниці в цьому районі були збудовані вокзал та майстерні. У серпні 1896 року був відкритий паровозобудівельний завод Російського паровозобудівельного та механічного акціонерного товариства. 5 грудня 1897 року завод виготовив перший паровоз. Крім того, підприємство виготовляло парові котли, верстати, сільськогосподарські машини, а з 1913 року — двигуни внутрішнього згоряння. Це сприяло швидкій забудові та заселенні району.
У 1906 році вулицею було прокладено трамвайні колії.
Саме працівники паровозобудівельного заводу, серед яких був і Артем, взяли активну участь у російських революційних подіях 1905—1907 років.
У 1909 році був збудований перший робітничий будинок Росії (нині палац культури «Металіст»). У 1917-му році в будинку розміщувалися Петінський районний комітет РСДРП(б) та правління профспілки «Металіст».

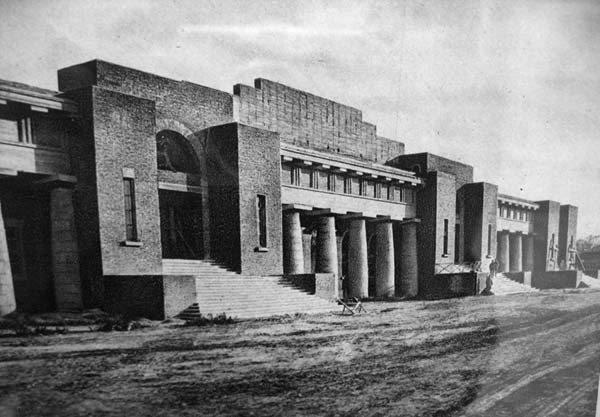
Центральний вхід на стадіон Металіст (~1930), який було зруйновано під час Другої світової війни (після війни вхід було повністю перебудовано без збереження рис попереднього)

20 грудня 1919 року вулиця була перейменована на честь теоретика і пропагандиста марксизму, філософа, діяча російського і міжнародного соціалістичних рухів Георгія Плеханова.
Разом з розвитком заводу розвивався і прилеглий житловий масив. 1925 року поблизу колишнього Кирило-мефодіївського кладовища почалося будівництво робочого селища, яке було названо на честь Артема. Поряд 1935 року було насаджено парк культури та відпочинку ім. Артема. Одночасно із забудовою селище ім. Артема почалася забудова в східній частині вулиці. Зводилися багатоповерхові будинки та невеликі котеджі для робітників. У 1925 році колишній робітничий будинок був переобладнаний у палац культури «Металіст», поряд висадили сад.
У 1925 році почалося будівництво стадіону Металіст (архітектор Перміловський). Відкрили його у листопаді 1927 року, приурочивши його до 10-річчя Жовтневого перевороту.
У 1930 році почалося будівництво нової будівлі кінотеатру «Рот фронт». У будівлі колишнього ремісничого училища відкрився Промисловий технікум імені Профінтерна.
У роки Другої світової війни більшість споруд у районі Плеханівської вулиці були зруйновані.
Після війни почалася відбудова міста. Найперше в цьому районі було відновлено Завод імені В. О. Малишева. За чотири роки після приходу радянських військ у Харків завод випустив перший теплотяг ТЕ1.
Харківський паровозобудівний завод був перейменований на завод транспортного машинобудування, а 25 лютого 1957 року заводу дано ім'я В. О. Малишева.
13 червня 2023 року на XVI позачерговій сесії Харківської міської ради депутати ухвалили рішення щодо перейменування вулиці на честь загиблого Героя України Георгія Тарасенка. Рішення підтримали всі депутати, які були присутніми на сесії.

## Опис

### Промисловість
Поблизу вулиці й безпосередньо на ній є багато промислових підприємств, у тому числі такі гіганти, як Завод імені В. О. Малишева. А також поблизу — Харківський вагоноремонтний завод, ТОВ «УкрПромХім», завод холодильних машин, колишній хлібзавод № 3, ВАТ «Харківський завод електротранспорта», АТзТ «Холодмаш», ВАТ «Турбоатом», ТОВ «Техноком» та інші.

Вулиця Георгія Тарасенка (Харків) в районі Заводу ім. Малишева
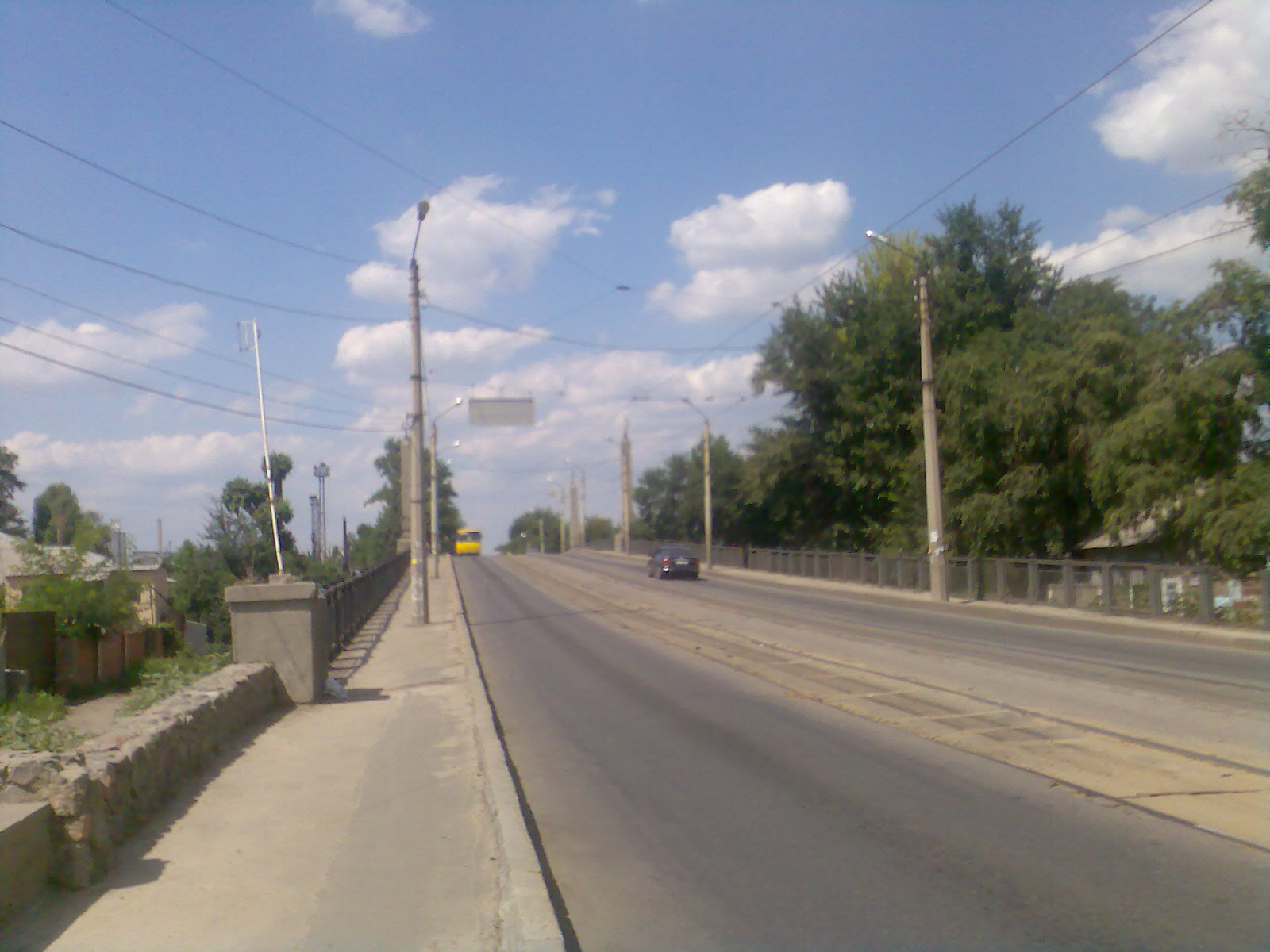
Шляхопровід вулиці Георгія Тарасенка (Харків) через залізничні колії в районі станції Харків-Слобідський
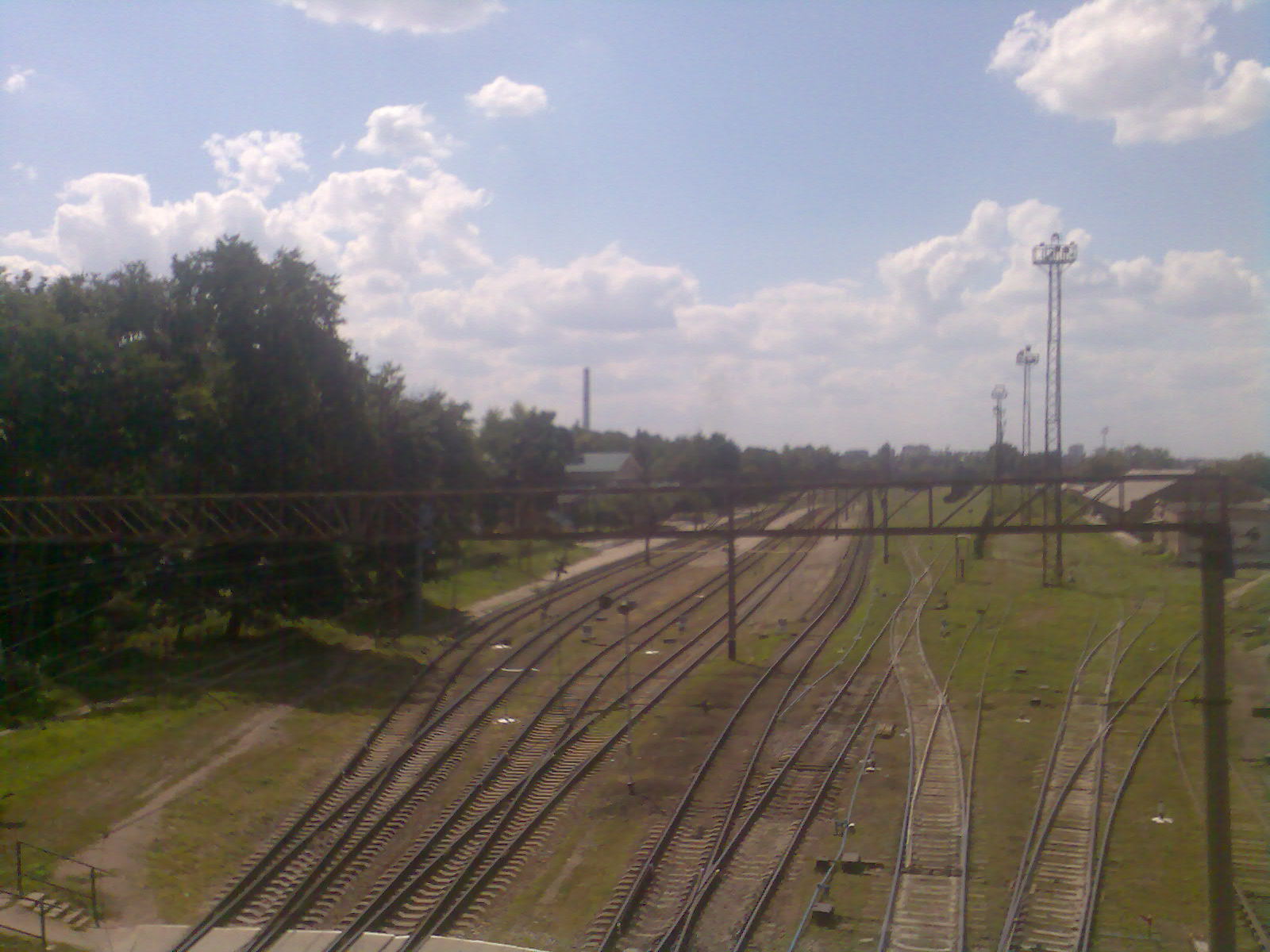
Вигляд з шляхопроводу вулиці Георгія Тарасенка (Харків) через залізничні колії на станцію Харків-Слобідський